# Юсуф аль-Мустансир
Абу Якуб Юсуф аль-Мустансир Биллах, также известный как Юсуф II (араб.  يوسف بن الناصر‎, ок. 1203 — 1224) — пятый халиф династии Альмохадов, правитель Марокко с 1213 года до своей смерти.
Юсуф был сыном предыдущего халифа Мухаммеда ан-Насира и в десять лет унаследовал трон после неожиданной смерти отца. Он был утвержден в качестве халифа Альмохадов на общем собрании шейхов и взял себе тронное имя «аль-Мустансир» («тот, кто ищет помощи у Бога»). Матерью Юсуфа была наложница-христианка Камар.
Молодой и склонный к удовольствиям Юсуф II передал управление государством придворным кланам, состоящим из старших членов правящей семьи, в частности, братьям своего отца в Аль-Андалусе и своему двоюродному брату Абу Мухаммаду ибн Аби-Хафса в Ифрикии. Самим двором халифа фактически правили визирь Абу Саид Османа ибн-Джами и шейхи из клана Масмуда. В условиях развала центральной власти и упадка армии после поражения в битве при Навас-де-Толоса в государстве одно за другим вспыхивали восстания. Так, налоговый гнет Альмохадов привел к фатическому отделению от халифата Ифрикии.
Юсуф II внезапно умер в начале 1224 году — его случайно боднула во время игры корова из придворного зверинца. Поскольку Юсуф не оставил наследников, придворная знать во главе с ибн-Джами срочно собралась на совет и добилась от шейхов избрания новым халифом двоюродного деда Юсуфа, Абдул-Вахида. Но поспешность и вероятные нарушения процедуры избрания халифа возмутили братьев Мухаммеда ан-Насира в Аль-Андалусе, которые избрали своего халифа — Абдаллаха аль-Адиля.